# Dekanski polotok
Dekanski polotok ali Južna Indija, znana tudi kot polotoška Indija, sestavlja polotoški južni del Indije. Obsega indijske zvezne države Andra Pradeš, Karnataka, Kerala, Tamil Nadu in Telangana ter združena ozemlja Andamanskih in Nikobarskih otokov, Lakadivov in Pudučeri, ki obsegajo 19,31 % površine Indije (635.780 km²) in 20 % indijskega prebivalstva. Južna Indija pokriva južni del polotoške Dekanske planote in je omejena z Bengalskim zalivom na vzhodu, Arabskim morjem na zahodu in Indijskim oceanom na jugu. Geografija regije je raznolika z dvema gorskima verigama – Zahodnimi in Vzhodnimi Gati –, ki mejita na osrčje planote. Reke Godavari, Krišna, Kaveri, Tungabhadra, Perijar, Bharathappuža, Pamba, Thamirabarani, Palar in Vaigai so pomembne trajne reke.
Večina ljudi v južni Indiji govori vsaj enega od štirih glavnih dravidskih jezikov: telugu, tamilščino, kanado in malajalamščino (vsi štirje sodijo med 6 klasičnih jezikov Indije). Nekatere države in zvezna ozemlja priznavajo tudi manjšinski jezik, na primer urdujščino v Telangani ter tamilščina in francoščina v Pudučeriju. Poleg teh jezikov centralna in državna vlada uporabljajo angleščino za uradno komunikacijo in se uporablja na vseh javnih tablah.
V svoji zgodovini so številna dinastična kraljestva vladala delom južne Indije, muslimanska osvajanja na indijski podcelini v južni in jugovzhodni Aziji pa so vplivala na zgodovino in kulturo v teh regijah. Glavne dinastije, ustanovljene v južni Indiji, so Satavahane, Čere, Čole, Pandije, Palave, Višnukundine, Čalukje, Raštrakute, Bahmane, Dekanski sultanat, Kočin, Kakatije, Kadambe, Hojsale, Zamorine, Vidžajanagare, Marate, Travankore, Arakale in Misore. Judje in Evropejci so vstopili v Indijo skozi jugozahodno malabarsko obalo Kerale. Deli južne Indije so bili kolonizirani pod portugalsko Indijo, francosko Indijo in Britanski Raj. Kraljevina Travancore je bila zadnja knežja država Indije in se je 1. julija 1949 združila z Indijsko zvezo.
Južna Indija je bila priča trajni rasti dohodka na prebivalca in prebivalstva, strukturnim spremembam v gospodarstvu, hitrejšim tehnološkim inovacijam. Po nihanjih v desetletjih takoj po indijski neodvisnosti so gospodarstva južnih indijskih držav v zadnjih treh desetletjih zabeležila rast, ki je višja od nacionalnega povprečja. Južna Indija ima največji bruto domači proizvod v primerjavi z drugimi regijami v Indiji. Južnoindijske države vodijo v nekaterih družbeno-ekonomskih meritvah Indije. HDI v južnih državah je visok in gospodarstvo je raslo hitreje kot v večini severnih držav. Stopnja pismenosti v južnih zveznih državah je višja od nacionalnega povprečja, saj približno 81 % prebivalstva zna brati in pisati. Stopnja rodnosti v južni Indiji je 1,9, kar je najnižja med vsemi regijami v Indiji.

## Etimologija
Južna Indija je znana tudi kot Dekanski polotok, znana pa je tudi pod številnimi drugimi imeni. Izraz Decan, ki se nanaša na območje, ki ga pokriva Dekanska planota, ki pokriva večino polotoka Indije brez obalnih območij, je anglizirana oblika prakritske besede dakkhiṇa, ki izhaja iz sanskrtske besede dakshiṇa, kar pomeni jug. Karnatik, ki izhaja iz Karnāḍ ali Karunāḍ, kar pomeni visoka dežela, je bil prav tako povezan z južno Indijo.

## Zgodovina
Zgodovinska južna Indija se imenuje Dekan, prakritska izpeljanka starodavnega izraza 'Dakšiṇa' ali Dakšinapatha. Izraz je imel tako geografski kot geopolitični pomen in je bil omenjen že pri Paniniju (500 pr. n. št.).

### Antična in srednjeveška doba
Ogljikovo datiranje kaže, da so gomile pepela, povezane z neolitskimi kulturami v južni Indiji, segale v leto 8000 pr. n. št. V regiji Odiša so našli artefakte, kot so brušene kamnite sekire in manjši bakreni predmeti. Proti začetku leta 1000 pr. n. št. se je tehnologija železa razširila po regiji; vendar se zdi, da pred železno dobo v južni Indiji ni popolnoma razvite bronaste dobe. Regija je bila sredi trgovske poti, ki je segala od Muzirisa do Arikameduja in povezovala Sredozemlje z vzhodno Azijo. Trgovina s Feničani, Rimljani, Grki, Arabci, Sirci, Judje in Kitajci se je začela v obdobju Sangam (okoli 3. stoletja pr. n. št. do približno 4. stoletja n. št.). Regija je bila del starodavne Svilne ceste, ki je povezovala Vzhod z Zahodom.
Več dinastij – kot so Čeras iz Karuvurja, Pandje iz Maduraja, Čole iz Thandžavurja, Zamorini iz Kožikodeja, kraljeva družina Travancore iz Thiruvananthapurama, kraljestvo Kočin, Mušikas iz Kanurja, Satavahani iz Amaravatija, Palave iz Kanči, Kadambas iz Banavasija, Zahodni Gangi iz Kolarja, Raštrakutas iz Manjakhete, Čalukja iz Badamija, Hojsala iz Belurja in Kakatija iz Orugaluja – so vladali regiji od 6. stoletja pred našim štetjem do 14. stoletja našega štetja. Imperij Vidžajanagara, ustanovljen v 14. stoletju našega štetja, je pokrival velik del regije Južne Indije in nadzoroval ozemlja sodobnih držav Karnataka, Andra Pradeš, Tamil Nadu, Kerala, Goa in nekateri deli Telangane in Maharaštre. Ustanovila sta ga leta 1336 brata Harihara I. in Buka Raja I. iz dinastije Sangama, člana pastirske skupnosti pastirjev, ki je zahtevala rod Jadava. Imperij je postal pomemben kot vrhunec poskusov južnih sil, da bi do konca 13. stoletja preprečile perzo-turške islamske invazije. Na vrhuncu je podjarmil skoraj vse vladajoče družine Južne Indije in potisnil sultane Dekana onkraj regije doab reke Tungabhadra-Krišna, poleg tega pa je priključil kraljestvo Gadžapati (Odiša) do reke Krišna, s čimer je postal pomembna sila. Trajal je do leta 1646, čeprav je njegova moč upadla po velikem vojaškem porazu v bitki pri Talikoti leta 1565 združenih vojsk dekanskih sultanatov. Imperij je dobil ime po svojem glavnem mestu Vidžajanagara, katerega ruševine obdajajo današnji Hampi, ki je zdaj del svetovne dediščine v Karnataki v Indiji. Bila je zadnja indijska dinastija, ki je vladala regiji. Po ponavljajočih se invazijah iz Delhijskega sultanata in padcu imperija Vidžajanagara leta 1646 so regiji vladali Dekanski sultanati, cesarstvo Marata ter guvernerji poligarjev in najakov imperija Vidžajanagara, ki so razglasili svojo neodvisnost.

### Kolonialna doba
Evropejci so prišli v 15. stoletju; in do sredine 18. stoletja so bili Francozi in Britanci vpleteni v dolgotrajen boj za vojaški nadzor nad Južno Indijo. Po porazu sultana Tipuja v četrti anglo-misorski vojni leta 1799 in koncu upora Vellore leta 1806 so Britanci utrdili svojo oblast nad večjim delom današnje Južne Indije, z izjemo francoskega Pondichéryja. Britanski imperij je leta 1857 prevzel nadzor nad regijo od Britanske vzhodnoindijske družbe. Med britansko kolonialno vladavino je bila regija razdeljena na predsedstvo Madras (kasneje provinca Madras), državo Hiderabad, Misore in agencijo držav Madras (sestavljeno iz Travancore, Kočin, Džejpore in številnih drugih manjših kneževskih držav). Regija je imela pomembno vlogo v indijskem gibanju za neodvisnost. Od 72 delegatov, ki so sodelovali na prvem zasedanju Indijskega nacionalnega kongresa v Bombaju decembra 1885, jih je 22 prihajalo iz južne Indije.

### Gibanje Dravida Nadu
Dravida Nadu je bil predlagan narod za suvereno državo za govorce dravidskih jezikov v južni Indiji. Gibanje za Dravida Nadu je bilo na vrhuncu od 1940 do 1960, vendar zaradi strahu pred tamilsko hegemonijo ni našlo podpore zunaj Tamil Naduja. Sprva je bilo povpraševanje zagovornikov Dravida Nadu omejeno na tamilsko govoreče regije, kasneje pa je bilo razširjeno na druge indijske države z večino dravidsko govorečih (Andra Pradeš, Telangana, Kerala in Karnataka). Nekateri zagovorniki so vključili tudi dele Cejlona (Šrilanka), Orise in Maharaštre. Druga imena za predlagano suvereno državo so vključevala Južna Indija, Dekanska federacija in Dakšinapath. Zakon o reorganizaciji držav iz leta 1956, ki je ustvaril jezikovne države, je dodatno oslabil povpraševanje. Leta 1960 so se voditelji DMK odločili, da svojo zahtevo po Dravida Nadu umaknejo iz programa stranke na sestanku v odsotnosti Anaduraija. Leta 1963 je indijska vlada pod vodstvom Džavaharlala Nehruja razglasila secesionizem za nezakonito dejanje. Posledično je Anadurai leta 1963 popolnoma opustil "zahtevanje" za Dravida Nadu - zdaj geografsko omejeno na sodobni Tamil Nadu.

### Poosamosvojitev
Zahteva po jezikovni organizaciji držav se je razvila, še preden se je Indija osamosvojila od britanske oblasti. V poosamosvojitvenem obdobju so se na jezikovni ravni razvila politična gibanja za nastanek novih držav. Gibanje za ustvarjanje teluško govoreče države iz severnega dela države Madras se je okrepilo v letih po osamosvojitvi in leta 1953 je šestnajst severnih teluško govorečih okrožij države Madras postalo nova država Andra. Po osamosvojitvi Indije leta 1947 je bila regija organizirana v štiri države: država Madras, država Misore, država Hiderabad in Travancore–Kočin. Država Andra je bila ustanovljena leta 1953, da bi zaščitila interese ljudi Telugu v zvezni državi Madras pred tamilsko prevlado. Zakon o reorganizaciji držav iz leta 1956 je reorganiziral države glede na jezik, kar je povzročilo nastanek novih držav Andra Pradeš, Karnataka , Kerala in Tamil Nadu. Kot rezultat tega zakona je bil leta 1956 ustanovljen Andra Pradeš z združitvijo države Andra s teluško govorečimi okrožji države Hiderabad. Država Madras je obdržala svoje ime, okrožje Kanjakumari pa ji je bilo dodano iz države Travancore-Kočin. Leta 1968 se je država pozneje preimenovala v Tamil Nadu. Maratsko govoreča regija Marathvada v državi Hiderabad je bila prenesena v zvezno državo Bombaj in ni več del južne Indije. Kerala je nastala z združitvijo okrožja Malabar in kasaragodskega taluka okrožij Južne Canare v zvezni državi Madras s Travancore–Kočinom.
Država Misore je bila reorganizirana z dodatkom okrožij Bellary in Južna Kanara (razen Kasaragod taluk) in Kolegal taluk okrožja Coimbatore iz države Madras; okrožja Belgaum, Bidžapur, Severna Kanara in Dharvad iz države Bombaj; kanadska večinska okrožja Bidar, Raičur in Gulbarga iz zvezne države Hiderabad; in provinca Coorg. Država Misore se je leta 1973 preimenovala v Karnataka. Leta 1954 je bilo ustanovljeno ozemlje Unije Pudučeri, ki je obsegalo prejšnje francoske enklave Pondichérry, Karaikal, Janam in Mahé. Lakadivi, ki so bili razdeljeni med južno Kanaro in malabarska okrožja države Madras, so bili združeni in organizirani v sindikalno ozemlje Lakshadweep. Goa je bila ustanovljena kot ozemlje unije z vojaškimi akcijami indijske vlade proti Portugalcem, kasneje pa je bila zaradi drastične rasti razglašena za državo. Telangana je nastala 2. junija 2014 z razdelitvijo Andra Pradeša in obsega deset okrožij nekdanje zvezne države Andra Pradeš.

## Geografija
Južna Indija je polotok v obliki narobe obrnjenega trikotnika, ki ga na zahodu omejujejo Arabsko morje, na vzhodu Bengalski zaliv ter hribovji Vindhya in Satpura na severu. Reka Narmada teče proti zahodu v depresiji med verigama Vindhya in Satpura, ki opredeljujeta severni del Dekanske planote. Zahodni Gati tečejo vzporedno z Arabskim morjem vzdolž zahodne obale, ozek pas zemlje med gorami in morjem pa tvori regijo Konkan. Zahodni Gati se nadaljujejo proti jugu do Kanjakumarija. Gorovje je dolgo približno 1600 km od južne strani reke Tapti blizu meje med Gudžaratom in Maharaštro ter čez Maharaštro, Goo, Karnatako, Keralo in Tamil Nadu do južne konice Dekanskega polotoka. Povprečna nadmorska višina je okoli 1000 m. Anai Mudi v hribih Anaimalai Hills 2695 m v Kerali je najvišji vrh v Zahodnih Gatih. Vzhodni Gati tečejo vzporedno z Bengalskim zalivom vzdolž vzhodne obale in pas zemlje med njimi tvori regijo Koromandija. So nekontinuirano območje gora, ki so ga štiri velike reke južne Indije, Godavari, Mahanadi, Krišna in Kaveri, erodirale in razdelile na štiri enote. Te gore se raztezajo od Zahodne Bengalije do Odiše, Andra Pradeša in Tamil Naduja, vzdolž obale in vzporedno z Bengalskim zalivom. Čeprav niso tako visoki kot Zahodni Gati, so nekateri njegovi vrhovi višji od 1000 m. Obe gorski verigi se srečata v hribovju Nilgiri. Nilgiri tečejo v polmesecu približno vzdolž meja Tamil Naduja s severno Keralo in Karnatako, obsegajo hribovje Palakad in Vajanad ter pogorje Sathjamangalam, ki segajo do relativno nizko ležečih hribov Vzhodnih Gatov na zahodnem delu Tamil Naduja. – meja Andra Pradeš, ki tvori hribovje Tirupati in Annamalai.
Nizko ležeči koralni otoki Lakadivi so ob jugozahodni obali Indije. Andamanski in Nikobarski otoki ležijo daleč stran od vzhodne obale. Palkov preliv in veriga nizkih peščenih grebenov in otokov, znanih kot Adamov most, ločujejo regijo od Šrilanke, ki leži ob jugovzhodni obali. Najjužnejša konica celinske Indije je pri Kanjakumariju, kjer se Indijski ocean sreča z Bengalskim zalivom in Arabskim morjem.
Dekanska planota je vzpetina, ki jo omejujejo gorovja. Planota se dviga do 100 metrov na severu in do več kot 1 kilometer na jugu in tvori dvignjen trikotnik znotraj navzdol obrnjenega trikotnika obale Indijske podceline.] Prav tako se rahlo spušča od zahoda proti vzhodu, zaradi česar velike reke izvirajo v Zahodnih Gatih in tečejo proti vzhodu v Bengalski zaliv. Vulkanske bazaltne plasti v Dekanu so bile položene v ogromnem izbruhu Deccan Traps, ki se je zgodil proti koncu obdobja krede, pred 67 in 66 milijoni let. Plast za plastjo je nastala zaradi vulkanske dejavnosti, ki je trajala 30.000 let; in ko so vulkani izumrli, so zapustili območje visokogorja s tipično velikimi odseki ravnih območij na vrhu kot miza. Planoto zalivajo reke Godavari, Krišna, Kaveri in Vaigai, ki tečejo proti vzhodu. Glavni pritoki so reke Penar, Tungabhadra, Bhavani in Thamirabarani. Zahodni Gati so izvir vseh rek Dekana. Te reke predstavljajo 20 % celotnega odtoka Indije.
Večji zaliv je zaliv Manar. Prelivi so Palkov preliv, ki ločuje Indijo od Šrilanke; preliv Deset stopinj, ki ločuje Andamane od Nikobarskih otokov in preliv Osem stopinj, ki ločuje otoke Lakadive in Amindive od otoka Minicoj na jugu. Pomembni rti so Kanjakumari (znan tudi kot rt Komorin), južni vrh celinske Indije; Indira Point, najjužnejša točka v Indiji (na Velikem Nikobarskem otoku); Adamov most in Point Calimere. Arabsko morje leži zahodno od Indije, Bengalski zaliv in Indijski ocean ležita na vzhodu oziroma jugu. Manjša morja vključujejo Lakadivsko in Andamansko morje. V Indiji so štirje koralni grebeni, ki so na Andamanskih in Nikobarskih otokih, v zalivu Manar, Lakshadweep in Kuškem zalivu. Med pomembna jezera spadajo jezero Vembanad v Kerali, jezero Kolleru v Andra Pradešu in jezero Sasthamkota v Kerali.

### Podnebje
Regija ima tropsko podnebje in je glede padavin odvisna od monsunov. Po Köppnovi podnebni klasifikaciji ima nesušno podnebje z najnižjo srednjo temperaturo 18 °C. Najbolj vlažno je tropsko monsunsko podnebje, za katerega so značilne zmerne do visoke celoletne temperature in sezonsko obilne količine padavin nad 2000 mm na leto. Tropsko podnebje se pozna v pasu jugozahodnih nižin, ki mejijo na obalo Malabar, Zahodni Gati; tudi otoki Lakadivi ter Andaman in Nikobar so podvrženi temu podnebju.
Tropsko mokro in suho podnebje, bolj suho od območij s tropskim monsunskim podnebjem, prevladuje nad večino celinskega polotoškega območja, razen polsušne deževne sence vzhodno od Zahodnih Gatov. Zima in zgodnje poletje sta dolgi sušni obdobji s povprečnimi temperaturami nad 18 °C; poletje je izjemno vroče s temperaturami v nižinskih območjih, ki presegajo 50 °C; in deževno obdobje traja od junija do septembra, letna količina padavin pa je v povprečju med 750 in 1500 mm po vsej regiji. Ko se septembra začne suh severovzhodni monsun, večina padavin v Indiji pade v Tamil Nadu, druge države pa ostanejo razmeroma suhe. V deželi vzhodno od Zahodnih Gatov in Kardamomovih hribov prevladuje vroče polsuho podnebje. Regija – ki vključuje Karnatako, celinski Tamil Nadu in zahodni Andra Pradeš – prejme med 400 in 750 milimetri padavin letno, z vročimi poletji in suhimi zimami s temperaturami okoli 20–24 °C. Meseci med marcem in majem so vroči in suhi, s povprečnimi mesečnimi temperaturami okoli 32 °C, s 320 milimetri padavin. Brez umetnega namakanja ta regija ni primerna za kmetijstvo.
Jugozahodni monsun od junija do septembra predstavlja večino padavin v regiji. Veja jugozahodnega monsuna v Arabskem morju zadene Zahodne Gate vzdolž obalne države Kerala in se pomika proti severu vzdolž obale Konkan, s padavinami na obalnih območjih zahodno od Zahodnih Gatov. Visoki Zahodni Gati preprečujejo, da bi vetrovi dosegli Dekansko planoto; zato zavetrno območje (območje brez vetrov) prejme zelo malo padavin. Veja jugozahodnega monsuna v Bengalskem zalivu se usmerja proti severovzhodni Indiji in zajema vlago iz Bengalskega zaliva. Obala Koramandel zaradi oblike kopnega ne prejme veliko padavin zaradi jugozahodnega monsuna. Tamil Nadu in jugovzhodni Andra Pradeš prejemata dež zaradi severovzhodnega monsuna. Severovzhodni monsun poteka od novembra do začetka marca, ko je površinski visokotlačni sistem najmočnejši. Tropski cikloni v severnem Indijskem oceanu se pojavljajo vse leto v Bengalskem zalivu in Arabskem morju ter prinašajo uničujoče vetrove in obilne padavine.

## Rastlinstvo in živalstvo
V južni Indiji je velika raznolikost rastlin in živali, kar je posledica njenega raznolikega podnebja in geografije. Listopadni gozdovi so vzdolž Zahodnih Gatov, medtem ko so tropski suhi gozdovi in grmišča pogosti v notranjosti Dekanske planote. Južni Zahodni Gati imajo deževne gozdove na visoki nadmorski višini, imenovane gorski deževni gozdovi Jugozahodnih Gatov, vlažne gozdove obale Malabar pa najdemo na obalnih nižinah. Zahodni Gati je ena od osmih najbolj vročih žarišč biotske raznovrstnosti na svetu in Unescov seznam svetovne dediščine.
Pomembni ekološki regiji južne Indije sta biosferni rezervat Nilgiri – ki je na stičišču Karnatake, Kerale in Tamil Naduja v hribih Nilgiri – in biosferni rezervat Agasthjamala – ki je na stičišču Kerale in Tamil Naduja v hribih Agastja Mala - in griči Kardamoma v Zahodnih Gatih. Zavetišča za ptice – vključno s Thattekad, Kadalundi, Vedanthangal, Ranganathitu, Kumarakom, Nelapatu in Pulicat – so dom številnim pticam selivkam in lokalnim pticam. Indijski inštitut za divje živali je Lakadive razglasil za ptičje zavetišče. Druga zaščitena ekološka območja so gozdovi mangrov Pičavaram in zaledne vode jezera Pulicat v Tamil Nadu; in jezera Vembanad, Aštamudi, Paravur in Kajamkulam v Kerali. Biosferni rezervat zaliv Mannar pokriva 10.500 km² oceana, otokov in sosednje obale, vključno s koralnimi grebeni, slanimi močvirji in mangrovami. Je dom ogroženih vodnih vrst, vključno z delfini, dugoni, kiti in morskimi kumarami.
Južna Indija je dom ene največjih populacij ogroženih bengalskih tigrov in indijskih slonov v Indiji, kjer živi ena tretjina populacije tigrov in več kot polovica populacije slonov s 14 rezervati tigrov in 11 rezervatov slonov. Populacije slonov najdemo na osmih razdrobljenih območjih v regiji: v severni Karnataki, vzdolž Zahodnih Gatov, v Bhadra–Malnad, v Brahmagiri–Nilgiris–Vzhodni Gati, v Nilambur–Silent Valley–Coimbatore, v Anamalai–Parambikulam, v Perijar–Sriviliputhur in v Agasthjamalai. Druge ogrožene vrste, najdene v regiji, so orjaška veverica (Ratufa macroura), sivi vitki lori (Loris lydekkerianus), šobar, Nilgiri tahr ((Nilgiritragus hylocrius), črni langur (Semnopithecus johnii)), makak bradač (Macaca silenus) in indijski leopard (Panthera pardus fusca).

## Gospodarstvo
Po osamosvojitvi je bilo gospodarstvo južne Indije v skladu s socialističnim okvirom s strogim vladnim nadzorom nad udeležbo zasebnega sektorja, zunanjo trgovino in neposrednimi tujimi naložbami. Od leta 1960 do 1990 so gospodarstva južne Indije doživela mešano gospodarsko rast. V 1960-ih je Kerala dosegla nadpovprečno rast, medtem ko je gospodarstvo Andra Pradeša nazadovalo. Kerala je v 1970-ih doživela gospodarski upad, medtem ko so gospodarstva držav Karnataka, Tamil Nadu in Andra Pradeš dosledno presegala nacionalno povprečno stopnjo rasti zaradi reformno usmerjenih gospodarskih politik. Od marca 2015 je v južni Indiji delovalo 109 posebnih ekonomskih con, kar je približno 60 % celotnega števila v državi. V letih 2019–2020 je skupni bruto domači proizvod regije znašal 67 bilijonov ₹ (946 milijard ameriških dolarjev). Tamil Nadu ima drugi najvišji BDP in je druga najbolj industrializirana zvezna država za Maharaštro. S prisotnostjo dveh večjih pristanišč, mednarodnega letališča ter združljivih cestnih in železniških omrežij se Čennai imenuje 'vrata južne Indije'. Južna Indija prispeva 30 % indijskega BDP, ki je najvišji v državi. Dohodek na prebivalca v regiji je najvišji v Indiji in ima najnižje razmerje med dolgom in BDP.

### Kmetijstvo
Več kot 48 % prebivalstva južne Indije se ukvarja s kmetijstvom, ki je v veliki meri odvisno od sezonskih monsunov. Pogoste suše so kmete zadolžile, zaradi česar so morali prodati svojo živino in včasih storiti samomor. Nekateri glavni pridelki, ki se gojijo v južni Indiji, so riž, sirek, biserno proso (Cenchrus americanus), stročnice, indijska prosenka (Eleusine coracana), sladkorni trs, mango, čili in bombaž. Osnovna hrana je riž; regije delte Godavari, Krišhna in Kaveri so med najboljšimi območji za proizvodnjo riža v državi. Areka oreh, kava, čajevec, kurkuma in druge začimbe ter kavčuk se gojijo v hribih, regija pa predstavlja 92 % celotne proizvodnje kave v Indiji. Drugi večji kmetijski proizvodi so perutnina in svila. Kerala proizvede 97 % nacionalne proizvodnje črnega popra in predstavlja 85 % naravnega kavčuka v državi. Kokos, čaj, kava, indijski oreščki in začimbe – tudi kardamom, vanilja, cimet in muškatni orešček so glavni kmetijski proizvodi. Približno 80 % jedrca indijskih oreščkov za izvoz se pripravljajo v Kollamu. Ključni tržni pridelek je kokos in Kerala je na prvem mestu na področju gojenja kokosa v Indiji. V letih 1960–61 je bilo približno 70 % kokosovih orehov, proizvedenih v Indiji, iz Kerale, ki se je v letih 2011–12 zmanjšalo na 42 %. Približno 90 % celotnega kardamoma, proizvedenega v Indiji, je iz Kerale. Indija je druga največja proizvajalka kardamoma na svetu. Tri južne države, Karnataka, Tamil Nadu in Kerala, so dom kavnih in čajnih vrtov, nasadov kavčuka in začimbnic, ki ustvarjajo zaposlitev za več kot 13 lakh ljudi. Skoraj 40 % čaja, pridelanega v južnih zveznih državah, se izvozi in tudi 31 % popra, pridelanega tukaj, gre v druge države.[198] Južna Indija proizvede več kot 50 % celotne proizvodnje rib v Indiji.

### Turizem
Turizem pomembno prispeva k BDP v regiji, s tremi zveznimi državami – Tamil Nadu, Andra Pradeš, Karnataka in Telangana – med 10 največjimi državami za prihode turistov, ki predstavljajo več kot 50 % domačih turističnih obiskov. Tamil Nadu ima največjo turistično industrijo v Indiji z odstotnim deležem 21,31 % in 21,86 % domačih in tujih turističnih obiskov v državi. Po poročilu ministrstva za turizem za leto 2020 je število domačih prihodov znašalo 494,8 milijona, s čimer je država postala druga najbolj priljubljena turistična destinacija v državi, tuji prihodi pa so dosegli 6,86 milijona, kar je največ v državi, zaradi česar je najbolj priljubljena država za turizem v državi. Leta 2023 je bila Kerala uvrščena na 13. mesto na letnem seznamu krajev za obisk The New York Timesa in je bila edina turistična destinacija iz Indije. Revija TIME je Keralo leta 2022 uvrstila med 50 izjemnih destinacij, ki jih je treba raziskati na svojem seznamu najlepših krajev na svetu.